# Chiesa di San Giuseppe (Prato)
La chiesa di San Giuseppe si trova a Prato, sul viale Montegrappa 57.
Nata come chiesa di un istituto di suore carmelitane nel 1938-1941 su progetto di Brunetto e Rolando Martini, fu praticamente distrutta nel 1944; ricostruita nelle precedenti forme, nel 1976 divenne parrocchia.
La chiesa adotta forme neoromaniche di vago richiamo razionalista, con facciata a capanna rivestita in travertino, fianco e abside semicircolare segnati dal ritmo frequente delle monofore. All'interno è una Via Crucis di Salvatore Cipolla.

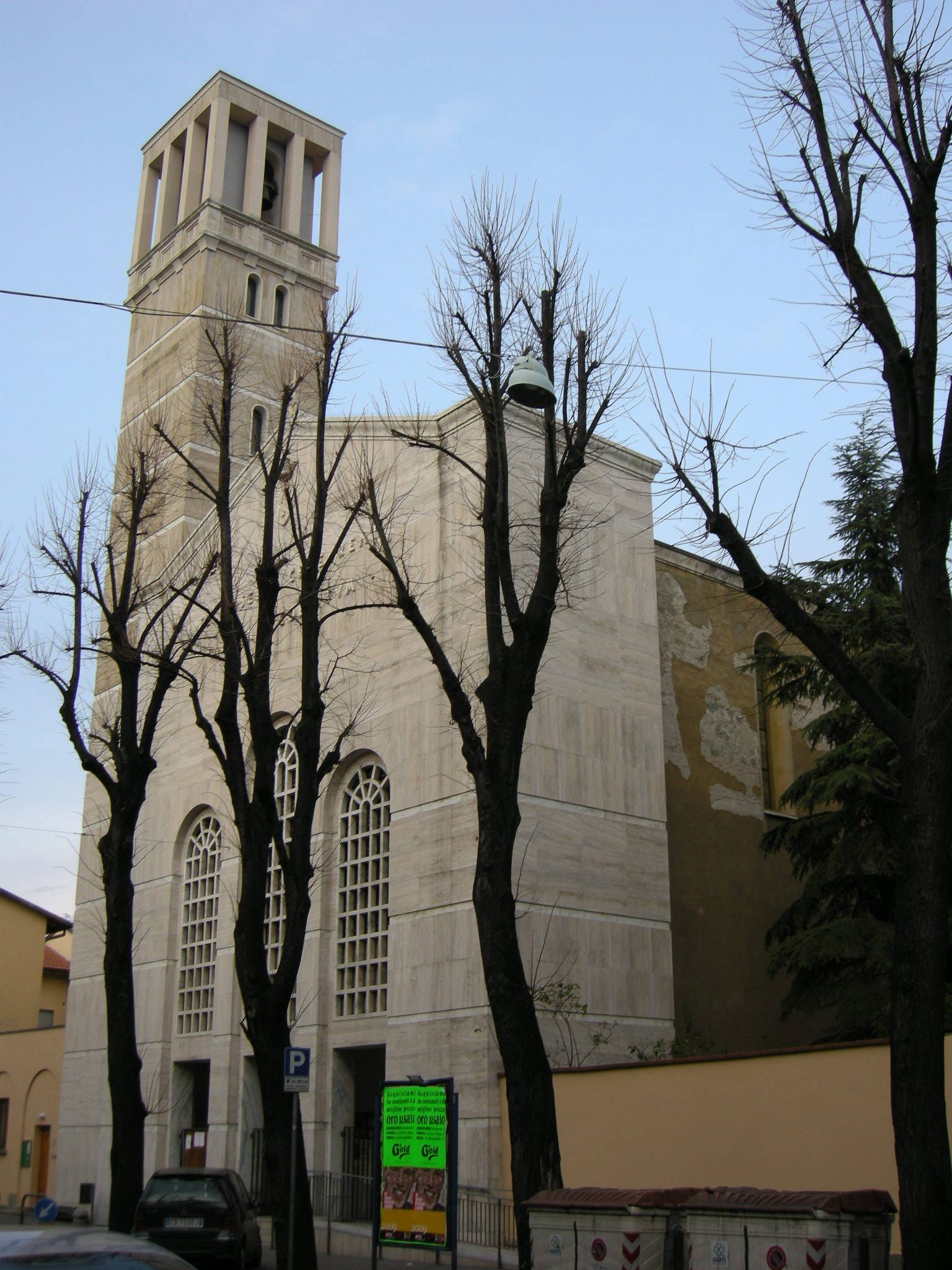
Veduta
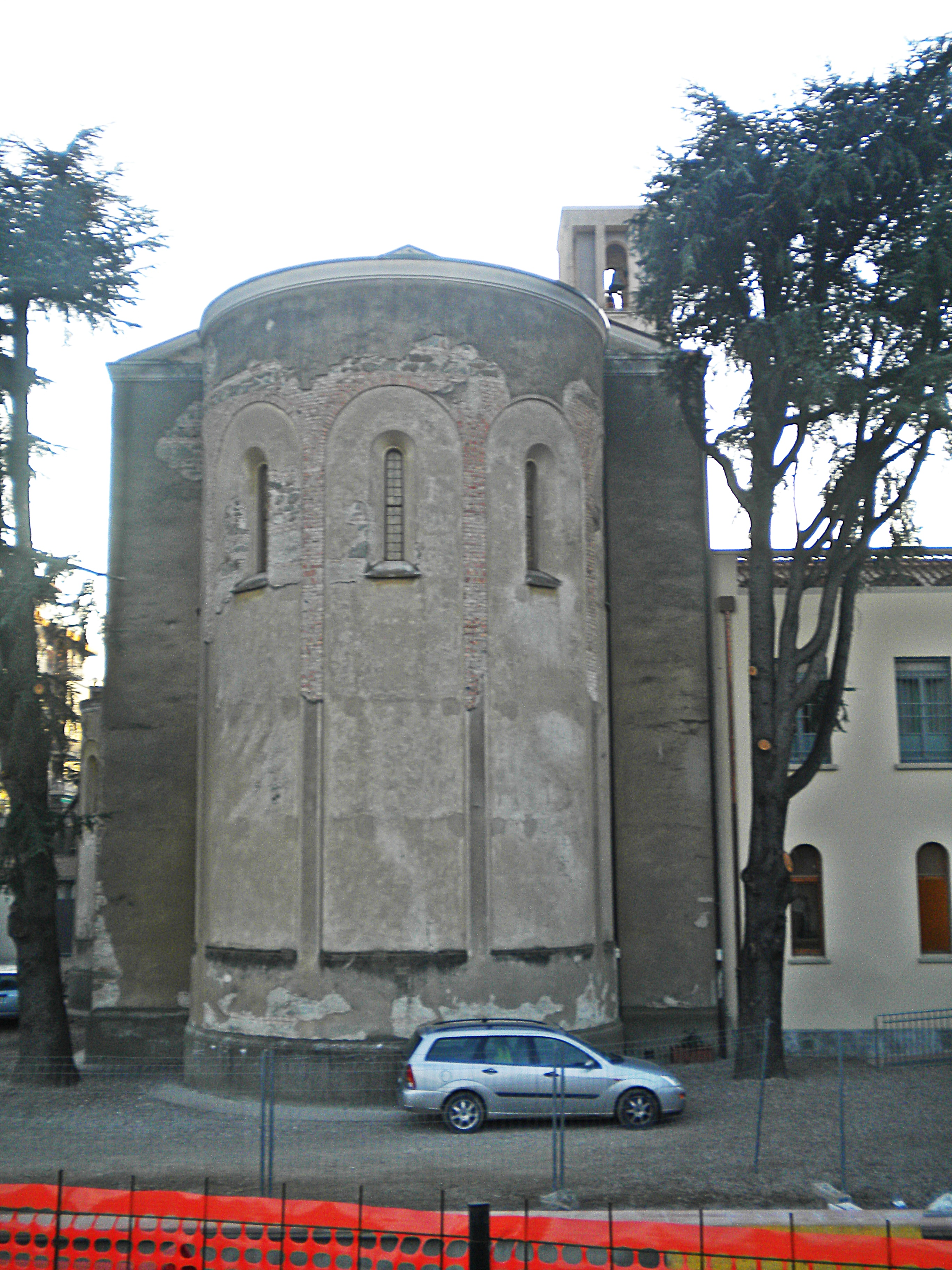
Abside
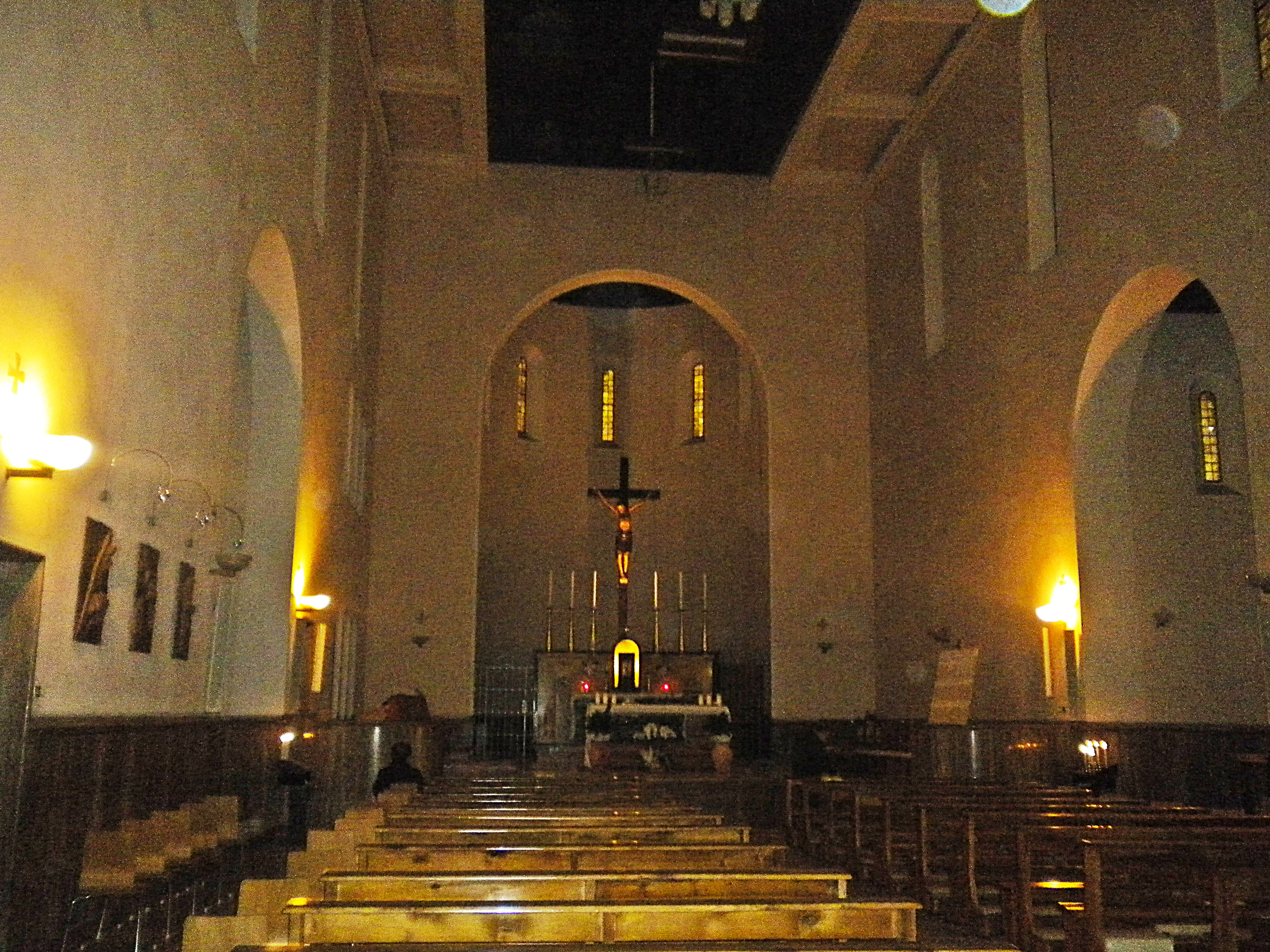
Interno